# Microporella ciliata
Microporella ciliata är en mossdjursart som först beskrevs av Peter Simon Pallas 1766.  Microporella ciliata ingår i släktet Microporella och familjen Microporellidae. Arten är reproducerande i Sverige. Inga underarter finns listade i Catalogue of Life.